# St. Pankratius (Hochstedt)

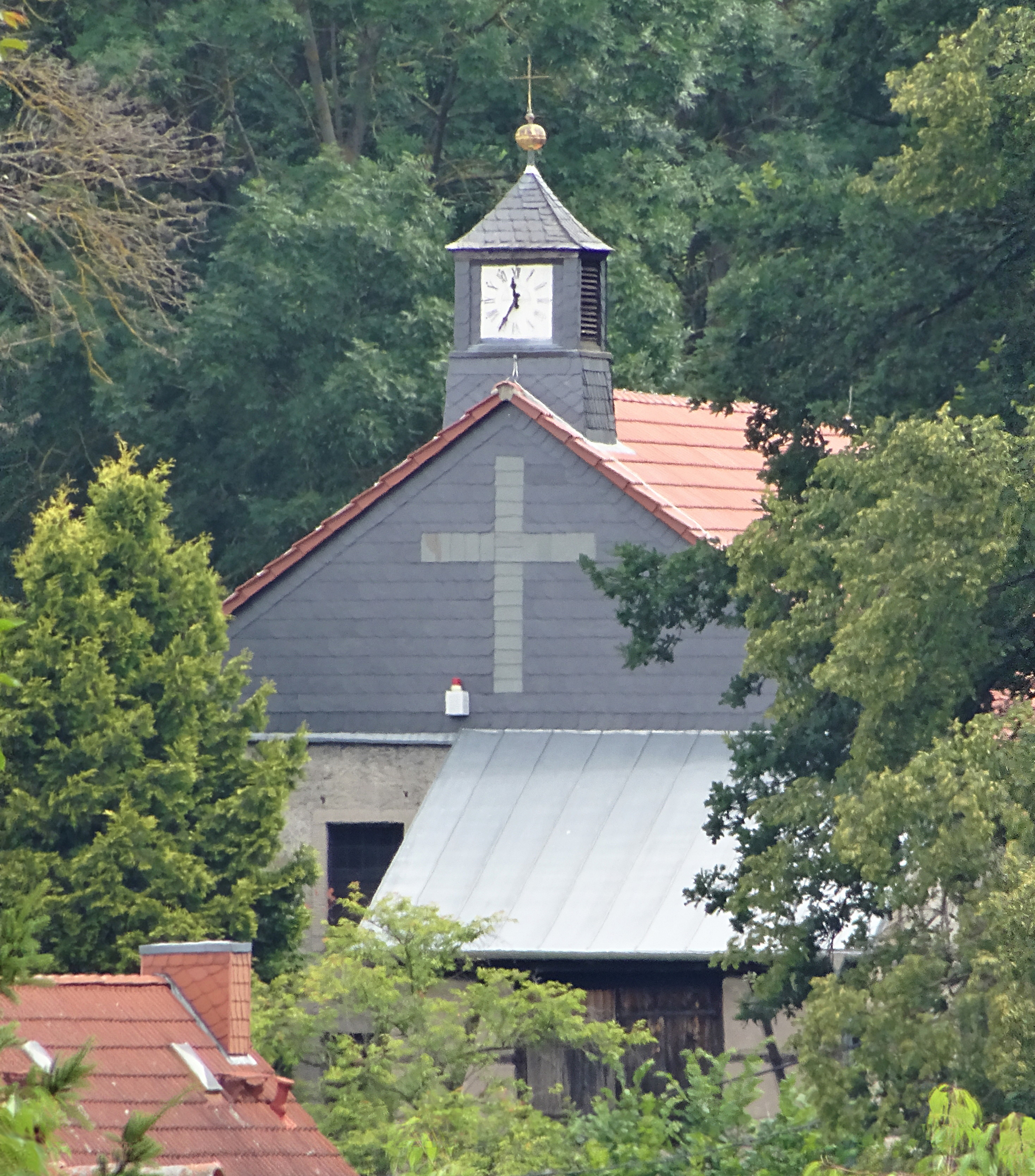
Kirche St. Pankratius 2021

Die Dorfkirche St. Pankratius steht im Ortsteil Hochstedt der Stadt Erfurt in Thüringen. Die Kirchengemeinde gehört zum Kirchspiel Vieselbach im Kirchenkreis Weimar der Evangelischen Kirche in Mitteldeutschland. Die ursprüngliche Kirche brannte 1978 nieder, sie wurde in vereinfachter Form wiederaufgebaut.

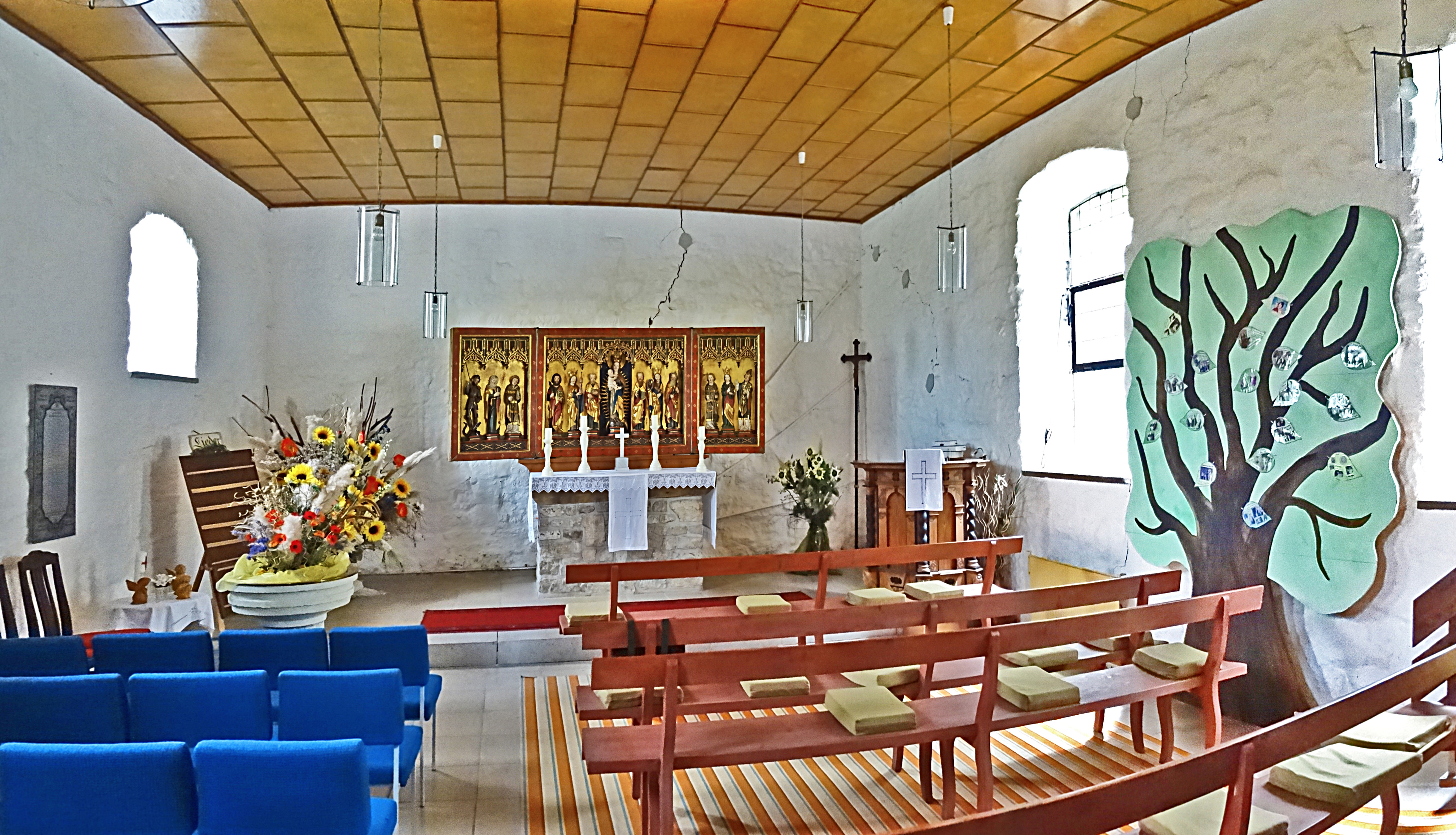
Innenansicht

## Geschichte
Die am Ortsrand in erhöhter Lage befindliche Kirche, die ursprünglich auch als Wach- und Signalstation diente, wurde 1498 erstmals erwähnt. 1793 erfolgte ein Umbau. 1977 wurde die Kirche durch Blitzeinschlag beschädigt und wiederhergestellt.
Am 4. Januar 1978, in den frühen Morgenstunden (ab 3.00 Uhr), brannte die Kirche durch Brandstiftung bis auf die Außenmauern ab. Das Inventar wurde zerstört, auch der gotische Schnitzaltar von 1520, der Taufstein aus dem 16. Jahrhundert und die Kanzel von 1680. Nur der westliche Anbau aus dem 19. Jahrhundert mit dem Glockenturm und die beiden Glocken blieben erhalten.

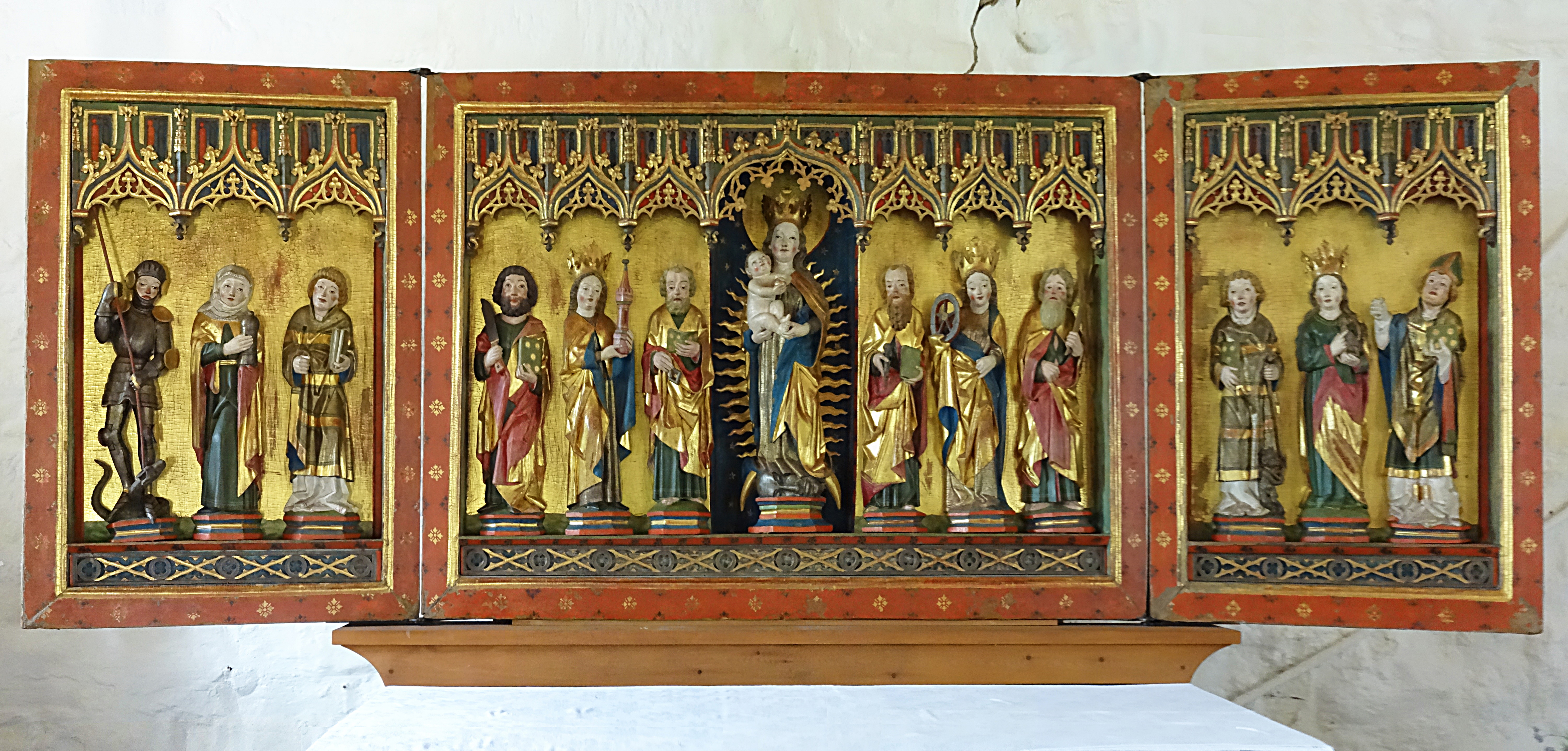
Nottlebener Altar

Unter den Bedingungen der DDR war nur ein Neubau mit viel flacherem Dach, einem kleinen Dachreiter und einer Flachdecke statt der früheren Gewölbedecke möglich. 1984 wurde die Kirche wieder geweiht. Aus Nottleben, dessen Kirche ruinös geworden war und das Dach verlor, bekam man einen gotischen Schnitzaltar (mit steinerner Platte für den Altartisch) und eine Kanzel ausgeliehen. Der feuchtigkeitsgeschädigte Nottlebener Altar (undichtes Dach) war in den 1970er Jahren in den kirchlichen Werkstätten Erfurt umfassend restauriert und zunächst eingelagert worden. Er besitzt zwölf Heiligenfiguren. Die Festtagsseite zeigt im Mittelteil: Maria als Himmelskönigin mit dem Jesuskind im Strahlenkranz auf der Mondsichel umgeben von den Heiligen Bartholomäus, Barbara, Petrus, Paulus, Katharina und Andreas. Im linken Seitenflügel: Georg, Maria Magdalena, Laurentius – im rechten Seitenflügel: Cyriakus, Margaretha und möglicherweise Erasmus. Am 31. Oktober 2024 wurde der Altar an die sanierte St.Peter- und Paul-Kirche in Nottleben zurück übergeben und geweiht.